# ZA-330
La ZA-330 es una carretera autonómica perteneciente a la Red Complementaria Preferente de carreteras de la Junta de Castilla y León. El inicio de esta carretera está en el punto kilométrico 3,8 de la carretera CL-527 y acaba en el cruce en el que confluyen la ZA-330, la ZA-306 y la ZA-320. La longitud de esta carretera es de 9,2 km. 
La carretera consta de una sola calzada, con un carril para cada sentido de circulación y tiene un ancho de plataforma de 8 metros. Su limitación de velocidad es de 90 km/h, al igual que el resto de carreteras autonómicas.

## Nomenclatura
Anteriormente, la ZA-330 estaba integrada en la carretera ZA-320 y, anteriormente, en la antigua carretera comarcal C-528

## Localidades de paso
- Tardobispo[3]
- Pueblica de Campeán[4]

## Tramos

### Situación actual
| Tramo                                                 | PK Inicio | PK Final | Longitud | Sección actual |
| ----------------------------------------------------- | --------- | -------- | -------- | -------------- |
| CL-527 - Pueblica de Campeán (Cruce ZA-306 / ZA-320 ) | 0,000     | 9,200    | 9,200    | 8/10           |

### Actuaciones previstas en el Plan Regional Sectorial de Carreteras 2008-2020 de la Junta de Castilla y León[1]
| Tramo                                                 | PK Inicio | PK Final | Longitud | Actuación | Sección final | Valoración Mill. € | Sección inicial | Estado de la Actuación |
| ----------------------------------------------------- | --------- | -------- | -------- | --------- | ------------- | ------------------ | --------------- | ---------------------- |
| CL-527 - Pueblica de Campeán (Cruce ZA-306 / ZA-320 ) | 0,000     | 9,200    | 9,200    | Refuerzo  | 8/10          | 1,15               | 7/10            | En servicio            |

## Trazado
La ZA-330 comienza al oeste de Zamora, en la rotonda donde enlaza con la CL-527. Anteriormente, esta rotonda era un cruce muy peligroso con gran siniestralidad. Tras la remodelación tanto de la CL-527 y la ZA-330, este cruce se sustituyó por la actual rotonda. A partir de esta, la carretera enlaza varias veces con el Polígono Industrial Los Llanos, dos veces mediante un cruce y otra mediante rotonda. La carretera continua por las localidades de Tardobispo y Pueblica de Campeán. Al abandonar esta última, la carretera llega al enlace en que esta carretera se bifurca en la ZA-306 y la ZA-320, donde finaliza.

## Cruces
| CL-527 - Cruce ZA-306 / ZA-320 | CL-527 - Cruce ZA-306 / ZA-320 | CL-527 - Cruce ZA-306 / ZA-320                                                  | CL-527 - Cruce ZA-306 / ZA-320          | CL-527 - Cruce ZA-306 / ZA-320          | CL-527 - Cruce ZA-306 / ZA-320            | CL-527 - Cruce ZA-306 / ZA-320            | CL-527 - Cruce ZA-306 / ZA-320 | CL-527 - Cruce ZA-306 / ZA-320 | CL-527 - Cruce ZA-306 / ZA-320 | CL-527 - Cruce ZA-306 / ZA-320 |
| Esquema                        | PK                             | Sentido Pueblica de Campeán (creciente)                                         | Sentido Pueblica de Campeán (creciente) | Sentido Pueblica de Campeán (creciente) | Sentido Pueblica de Campeán (creciente)   | Sentido Zamora (decreciente)              | Sentido Zamora (decreciente)   | Sentido Zamora (decreciente)   | Sentido Zamora (decreciente)   | Incidencias                    |
| Esquema                        | PK                             | Velocidad                                                                       | Elemento                                | Salida                                  | Salida                                    | Salida                                    | Salida                         | Elemento                       | Velocidad                      | Incidencias                    |
| Esquema                        | PK                             | Velocidad                                                                       | Elemento                                | Dir.                                    | Nombre                                    | Nombre                                    | Dir.                           | Elemento                       | Velocidad                      | Incidencias                    |
| ------------------------------ | ------------------------------ | ------------------------------------------------------------------------------- | --------------------------------------- | --------------------------------------- | ----------------------------------------- | ----------------------------------------- | ------------------------------ | ------------------------------ | ------------------------------ | ------------------------------ |
|                                | 0,000                          |                                                                                 |                                         |                                         | Zamora Salamanca                          | Zamora Salamanca                          |                                |                                |                                |                                |
|                                | 0,000                          | Bermillo de Sayago Fermoselle                                                   |                                         |                                         |                                           |                                           |                                |                                |                                |                                |
|                                | 0,000                          | Tardobispo Ledesma Polígono Industrial Los Llanos Mercado de Ganado Mercazamora |                                         |                                         |                                           |                                           |                                |                                |                                |                                |
|                                | 0,250                          |                                                                                 |                                         |                                         |                                           |                                           |                                |                                |                                |                                |
|                                | 0,600                          |                                                                                 |                                         |                                         |                                           | Mercado de Ganado                         | Mercado de Ganado              |                                |                                |                                |
|                                | 1,000                          |                                                                                 |                                         |                                         | Tardobispo Ledesma Mercazamora            | Tardobispo Ledesma Mercazamora            |                                |                                |                                |                                |
|                                | 1,000                          | Polígono Industrial Los Llanos                                                  |                                         |                                         |                                           |                                           |                                |                                |                                |                                |
|                                | 1,000                          | Zamora Mercado de Ganado                                                        |                                         |                                         |                                           |                                           |                                |                                |                                |                                |
|                                | 1,400                          |                                                                                 |                                         | Mercazamora                             | Mercazamora                               | Mercazamora                               | Mercazamora                    |                                |                                |                                |
|                                | 2,900                          |                                                                                 |                                         | Arroyo del Perdigón                     | Arroyo del Perdigón                       | Arroyo del Perdigón                       | Arroyo del Perdigón            |                                |                                |                                |
|                                | 5,100                          |                                                                                 |                                         | TARDOBISPO                              | TARDOBISPO                                | TARDOBISPO                                | TARDOBISPO                     |                                |                                |                                |
|                                | 5,600                          |                                                                                 |                                         | Entrala                                 | Entrala                                   | Entrala                                   | Entrala                        |                                |                                |                                |
|                                | 5,800                          |                                                                                 |                                         | TARDOBISPO                              | TARDOBISPO                                | TARDOBISPO                                | TARDOBISPO                     |                                |                                |                                |
|                                | 8,200                          |                                                                                 |                                         | PUEBLICA DE CAMPEÁN                     | PUEBLICA DE CAMPEÁN                       | PUEBLICA DE CAMPEÁN                       | PUEBLICA DE CAMPEÁN            |                                |                                |                                |
|                                | 8,800                          |                                                                                 |                                         | PUEBLICA DE CAMPEÁN                     | PUEBLICA DE CAMPEÁN                       | PUEBLICA DE CAMPEÁN                       | PUEBLICA DE CAMPEÁN            |                                |                                |                                |
|                                | 9,100                          |                                                                                 |                                         | Ribera de Campeán                       | Ribera de Campeán                         | Ribera de Campeán                         | Ribera de Campeán              |                                |                                |                                |
|                                | 9,200                          |                                                                                 |                                         |                                         | Sobradillo de Palomares Almeida de Sayago | Sobradillo de Palomares Almeida de Sayago |                                |                                |                                |                                |
|                                | 9,200                          | Las Enillas Ledesma                                                             |                                         |                                         |                                           |                                           |                                |                                |                                |                                |
|                                | 9,200                          | Pueblica de Campeán Zamora                                                      |                                         |                                         |                                           |                                           |                                |                                |                                |                                |